# معركة هيت 658–659 م
معركة هيت هي معركة يُقال إنها وقعت في عام الجماعة أو في أواخر الفتنة الكبرى بين الخليفة علي بن أبي طالب ومعاوية بن أبي سفيان بالقرب من مدينة هيت الواقعة على نهر الفرات في العراق. وتعدّ هذه المعركة من المناوشات غير المؤكدة في الصراع بين الخلافة الراشدة وقوات الدولة الأموية

## الخلفية
بعد معركتي الجمل وصفين، استمر النزاع بين الخليفة علي بن أبي طالب ووالي الشام معاوية بن أبي سفيان، حيث رفض معاوية البيعة لعلي وطالب بدم عثمان بن عفان. وكانت مدينة هيت من المناطق المهمة الواقعة بين الشام والعراق.

## سير المعركة
تذكر بعض الروايات أن قوات علي توجهت نحو هيت لمواجهة حامية تابعة لمعاوية كانت تحاول السيطرة على المدينة، فوقعت اشتباكات محدودة. إلا أن تفاصيل المعركة وتوقيتها الدقيق ما زالت محل جدل بين المؤرخين.

## النتيجة
لم تُحدث معركة هيت تأثيرًا حاسمًا في مسار الحرب بين علي ومعاوية، لكنها تعكس استمرار التوتر والصراع في تلك المرحلة من الفتنة الكبرى.
انتصار قوات علي ابن ابي طالب